# Walter Strümper
Walter Strümper (* 30. Dezember 1926 in Herten/Westf.; † 3. November 2019 in Calenberg) war ein deutscher Verwaltungsbeamter und Autor.

## Leben
Nach der Schule, Kriegsdienst sowie nach Rückkehr aus französischer Kriegsgefangenschaft im Jahr 1947 absolvierte er das Studium der Volkswirtschaft und des Verwaltungsrechts an der Verwaltungs- und Wirtschaftsakademie in Münster. Zudem belegte er die Fächer Geschichtswissenschaften und Theologie. Nach dem Studium trat er in den Verwaltungsdienst der Deutschen Bundespost ein und war 30 Jahre Postamtsleiter an verschiedenen Orten in der Bundesrepublik.
Er war verheiratet und hatte zwei Kinder. Er wohnte in Calenberg (OT von Warburg). Er starb 2019 im Alter von 92 Jahren.

## Wirken
In der Öffentlichkeit ist er als Autor zahlreicher Schriften zur Regionalgeschichte und Sozialgeschichte (15 Monographien und 100 Artikel) bekannt. Zudem nahm er mehrere ehrenamtliche Tätigkeiten im öffentlichen Leben wahr, u. a. war er Vorsitzender in verschiedenen politischen Fachausschüssen und Caritasverbandsvorsitzender im Kreis Höxter. Er bemühte sich fast 20 Jahren um die Integration der syrisch-orthodoxen Christen und der syrisch-orthodoxen Kirche in Deutschland.

## Auszeichnungen
Für seine Bemühungen im öffentlichen Leben und der Integration von Einwanderern und Flüchtlingen wurde er mehrfach ausgezeichnet mit dem
- Bundesverdienstkreuz am Bande (1984)
- Goldenes Ehrenkreuz des Deutschen Caritasverbandes (1986)
- Förderpreis der Stadt Warburg (2000)

Für seine Verdienste um die syrisch-orthodoxe Kirche und ihre Gläubigen in Deutschland wurde er im Jahr 2008 durch Seine Heiligkeit Moran Mor Ignatius Zakka I. Iwas, Patriarch der Syrisch-Orthodoxen Kirche von Antiochien und dem gesamten Osten, Damaskus, mit dem Orden vom hl. Ephraem ausgezeichnet.

## Werke (Auswahl)
- Vom Stadtboten zum Postamt. Warburg, 1984
- Von der Wasserkunst zum Wasserwerk. Warburg 1993
- 100 Jahre Elektrizität in Warburg. Warburg 1996
- zusammen mit Wolfgang Fabian: Auftrag und Dienst, Sozialgeschichte im Kreis Höxter. Warburg, Hrsg. Caritas Verband Höxter e.V. 1999
- Die Chroniken der Stadt Warburg von Heinrich Fischer, Fritz Quick, Wilhelm Marré. Herausgegeben und kommentiert von Walter Strümper, ESC-Eigenverlag, Warburg 2002, ISBN 3-932121-07-4
- Calenberg: Edelherren - Bauern - Bürger, Von der Holsterburg zum Calenberg, ESC-Eigenverlag, Warburg 2013, ISBN 3-932121-15-5

## Einzelbeiträge
- Josef Weingärtner, Richter, Schriftsteller, Numismatiker. (Die Warte 97/1998)
- Schepers Pastorius; Patrizier, Ratsherren, Dichter, Juristen, Städtegründer (Germantown in Virginia). Warburg 2001
- Wilhelm Rinteln, Geheimer Obertribunalrat, Minister, Kammerpräsident. (Die Warte 110/2001)
- Warum die Warburger Ratsherren 1933 „freiwillig“ in die Fraktion der NSDAP-Ratsfraktion übertraten. (Die Warte 116/2002)